# Benitoit
Benitoit là một khoáng vật silicat vòng màu xanh của bari, titan, có công thức hóa học là BaTiSi3O9.
Nó được George D. Louderback mô tả đầu tiên năm 1907, ông đã đặt tên nó là benitoite vì nó có mặt ở gần thượng nguồn của sông San Benito ở Quận San Benito, California.

## Hình ảnh

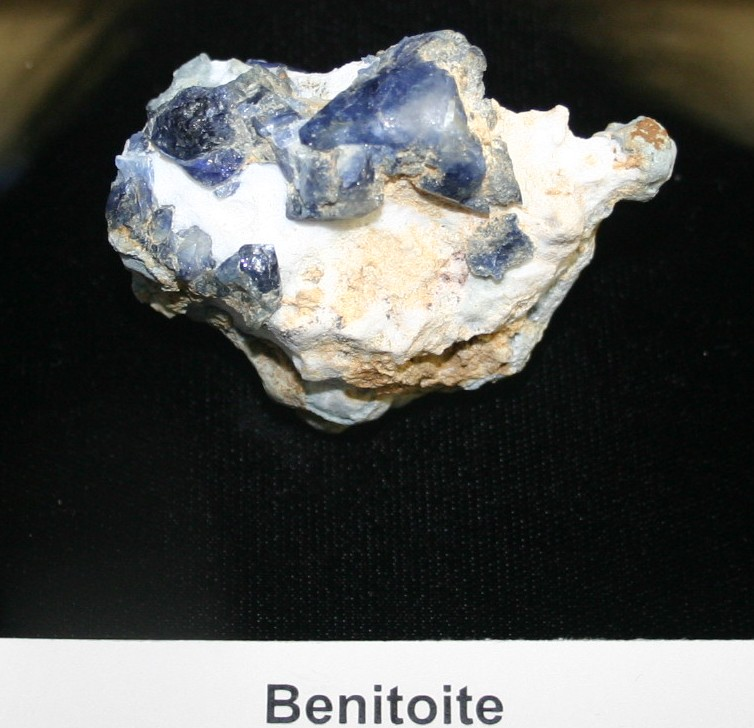
Các tinh thể benitoit màu lam trên natrolit trắng, mỏ đá quý Dallas, San Benito Co., California, USA
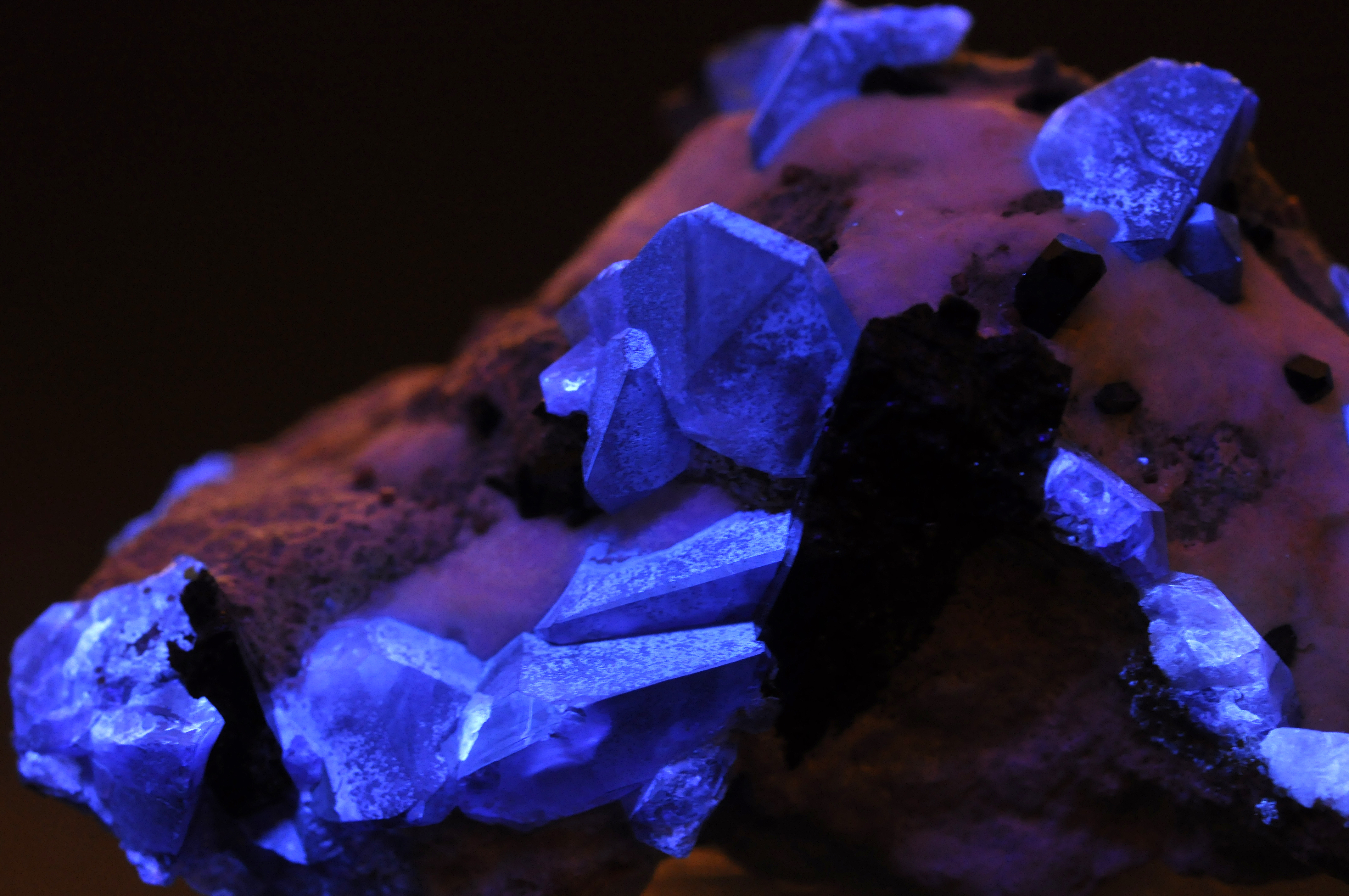
Các tinh thể benitoit dưới ánh sáng UV